# Eirene (Friedensdienst)
Eirene ist ein ökumenischer internationaler Friedens- und Entwicklungsdienst mit Sitz in Neuwied. Die Organisation wurde 1957 gegründet und nach dem griechischen Wort für Frieden benannt. Sie ist als Träger des Entwicklungsdienstes, des Anderen Dienstes im Ausland an Stelle des seinerzeitigen Zivildienstes in Deutschland sowie des Freiwilligen Sozialen Jahres anerkannt.

## Geschichte
Eirene wurde 1957 vor dem Hintergrund des Algerienkrieges auf Initiative des Internationalen Versöhnungsbundes und der beiden historischen Friedenskirchen der Mennoniten (Mennonite Central Committee) und der Church of the Brethren (Brethren Service Commission) gegründet. Eirene sollte von Beginn als überkonfessionelle Friedensorganisation arbeiten und ein gemeinsames Zeichen der Christen gegen die beginnende Wiederaufrüstung und für das friedliche Zusammenleben setzen. Die ersten Freiwilligen arbeiten mit algerischen Flüchtlingen in Marokko. Inzwischen ist Eirene in über 20 Ländern aktiv
und konnte zahlreiche Projekte initiieren. Seit 1971 ist Eirene in Deutschland auch offiziell als Träger des Entwicklungsdienstes anerkannt.

## Fachkräfteprogramm
Das Fachkräfteprogramm unterstützt nachhaltige Entwicklungsprojekte in Afrika und Lateinamerika. Menschenrechtsinitiativen, Selbsthilfegruppen und ländliche Entwicklungsprojekte stehen im Zentrum der Arbeit. In diesen Projekten arbeiten Fachkräfte der Entwicklungszusammenarbeit. Im Rahmen des Zivilen Friedensdienstes (ZFD) fördert Eirene den gewaltfreien Umgang mit Konflikten und unterstützt vorbeugende Maßnahmen zur gewaltfreien Konfliktlösung.

## Freiwilligendienst
Im Freiwilligenprogramm gehen jährlich etwa 100 meist junge Menschen ins Ausland, um sich für mindestens zwölf Monate in sozialen und ökologischen Projekten oder in der Versöhnungsarbeit zu engagieren (Stand 2010). Seit Bestehen von Eirene haben circa 2000 Personen an diesem Freiwilligenprogramm teilgenommen.
Dieser Freiwilligendienst kann auch an Stelle des Zivildienstes geleistet werden. Die Aufgaben der Freiwilligen sind sehr unterschiedlich. Einsatzfelder sind zum Beispiel in Nordirland, in der Arbeit mit Obdachlosen in Texas oder in Projekten mit Straßenkindern in Rumänien.
Eirene-Freiwillige engagieren sich in Europa (Belgien, Bosnien, Frankreich, Irland, Nordirland, Niederlande und Rumänien) und Amerika (Kanada und USA). Darüber hinaus gibt es auch eine begrenzte Zahl von Freiwilligen in Lateinamerika (Bolivien, Brasilien und Nicaragua, früher auch Peru) und Afrika (Marokko, Niger und Tschad).